# 2014年冬季奧林匹克運動會匈牙利代表團
2014年冬季奧林匹克運動會匈牙利代表團是匈牙利派出的2014年冬季奧林匹克運動會代表團，共有16名運動員參與五項目賽事。

## 外部連結
- Hungary at the 2014 Winter Olympics（页面存档备份，存于）